# Vojnoci
Vojnoci (albanska: Vojnoci/Zotaj, (serbiska: Vojinovce,) är en by i Kosovo. Den ligger i kommunen Shtime. Enligt den senaste folkräkningen år 2011 fanns det 1 238 invånare.

## Demografi
| Demografi | 2011 |
| --------- | ---- |
| albaner   | 1175 |
| ashkalier | 62   |
| okänt     | 1    |